# La Jeune Téléphoniste et la Femme du monde
Pour plus de détails, voir Fiche technique et Distribution.
La Jeune Téléphoniste et la Femme du monde (The Telephone Girl and the Lady) est un film muet américain de David Wark Griffith sorti en 1913.

## Synopsis
Grâce à une jeune téléphoniste, le voleur de la riche Mrs Van Marsh est arrêté par un jeune policier qui n'est autre que le fiancé de la jeune employée.

## Fiche technique
- Titre original : The Telephone Girl and the Lady
- Titre français : La Jeune Téléphoniste et la Femme du monde
- Réalisation : D. W. Griffith
- Scénario : Anita Loos et Edward Acker
- Photographie : Billy Bitzer
- Société de production et de distribution : Biograph Company
- Pays d'origine : États-Unis
- Format : Noir et blanc - 35 mm - 1,37:1 - Film muet
- Genre : Drame
- Durée : 17 minutes
- Date de sortie :
  - États-Unis : 6 janvier 1913

## Distribution
- Mae Marsh : la jeune téléphoniste
- Claire McDowell : la femme du monde
- Alfred Paget : le petit ami de la téléphoniste
- Walter P. Lewis : le père
- Harry Carey : le voleur
- John T. Dillon : l'épicier
- Madge Kirby : une opératrice de téléphone
- Joseph McDermott : le bijoutier
- Kate Bruce : l'amie de la femme du monde
- Lionel Barrymore : un policier
- Gertrude Bambrick
- Charles Hill Mailes